# João Pedro Roriz
João Pedro de Sá Roriz (Río de Janeiro, 11 de julio de 1982) es un escritor, psicoanalista, educador, jornalista y actor brasileño, conocido por sus libros para adolescentes.

## Publicaciones
- A feminização da educação brasileira (Arte em Voga)
- O segredo do meu melhor amigo (Besourobox)
- Céu de um verão proibido (BesouroBox)
- Céu de um verão proibido 2 (BesouroBox)
- O Mistério das Quatro Estações (Besouro Box)
- O homem de Barbas Brancas (Paulus)
- O Mistério de Troia (Paulus)
- Eros e Psique (Paulus)
- A Maldição de Hera (Paulus)
- Gorrinho - uma loucura crônica (Paulus)
- Gorrinho - O mistério está no ar (Paulus)
- Almanaque da Cidadania (Paulus)
- Adaptação de Orgulho e Preconceito (Paulus)
- Adaptação de Romeu e Julieta (Paulus)
- Bullying - se Correr o bicho pega (Paulus)
- Gorrinho e Jorginho perdidos na mata (Paulus)
- Bullying não quero ir pra escola (Paulinas)
- Como educar sua mãe (WAK)
- Como educar seu pai (WAK)
- A dor se lê essência (WAK)
- Crônicas Rabugentas (Arte em Voga)
- A história das Artes Dramáticas (Arte em Voga)
- Bullying - que fenômeno é esse (Arte em Voga)
- Chica da Silva (Paulus)
- Família Forte (Paulus)
- O cheiro das cores (Paulus)